# Osík
Osík település Csehországban, a Svitavyi járásban. Osík Dolní Újezd, Benátky, Morašice és Litomyšl településekkel határos. Lakosainak száma 1046 fő (2024. január 1.).

## Népesség
A település lakosságának változását az alábbi diagram mutatja:
| Lakosok száma | 1289 | 1267 | 1301 | 976  | 912  | 983  | 1021 | 1009 | 1021 | 1046 |
|               | 1869 | 1890 | 1921 | 1950 | 1980 | 2001 | 2017 | 2019 | 2022 | 2024 |